# Veerkade
De Veerkade in de wijk Scheepvaartkwartier is een straat in de Nederlandse stad Rotterdam, die loopt van het Westplein en de Westerstraat naar de Willemskade, waar hij in overgaat. Een zijstraat van de Veerkade is de Veerdam. De Veerkade is ongeveer 150 meter lang. Aan de Veerkade staan een aantal rijksmonumentale herenhuizen. Aan de Veerkade bevindt zich ook het Calandmonument uit 1907, dat ontworpen is door Henri Evers met beelden van de hand van Arend Odé.

## Geschiedenis
Aan de Veerkade 1-9 bevindt zich in een gerenoveerd rijksmonument Van Splunter, die aldaar bedrijfshuisvesting biedt. Het pand is eigendom van het beursgenoteerde vastgoedfonds NSI.

## Trivia
- Nabij de Veerkade bevindt zich de Veerhaven.[3]
- Aan de Veerkade is een halte voor de Waterbus die een verbinding onderhoudt met Dordrecht.[4]

## Rijksmonumenten

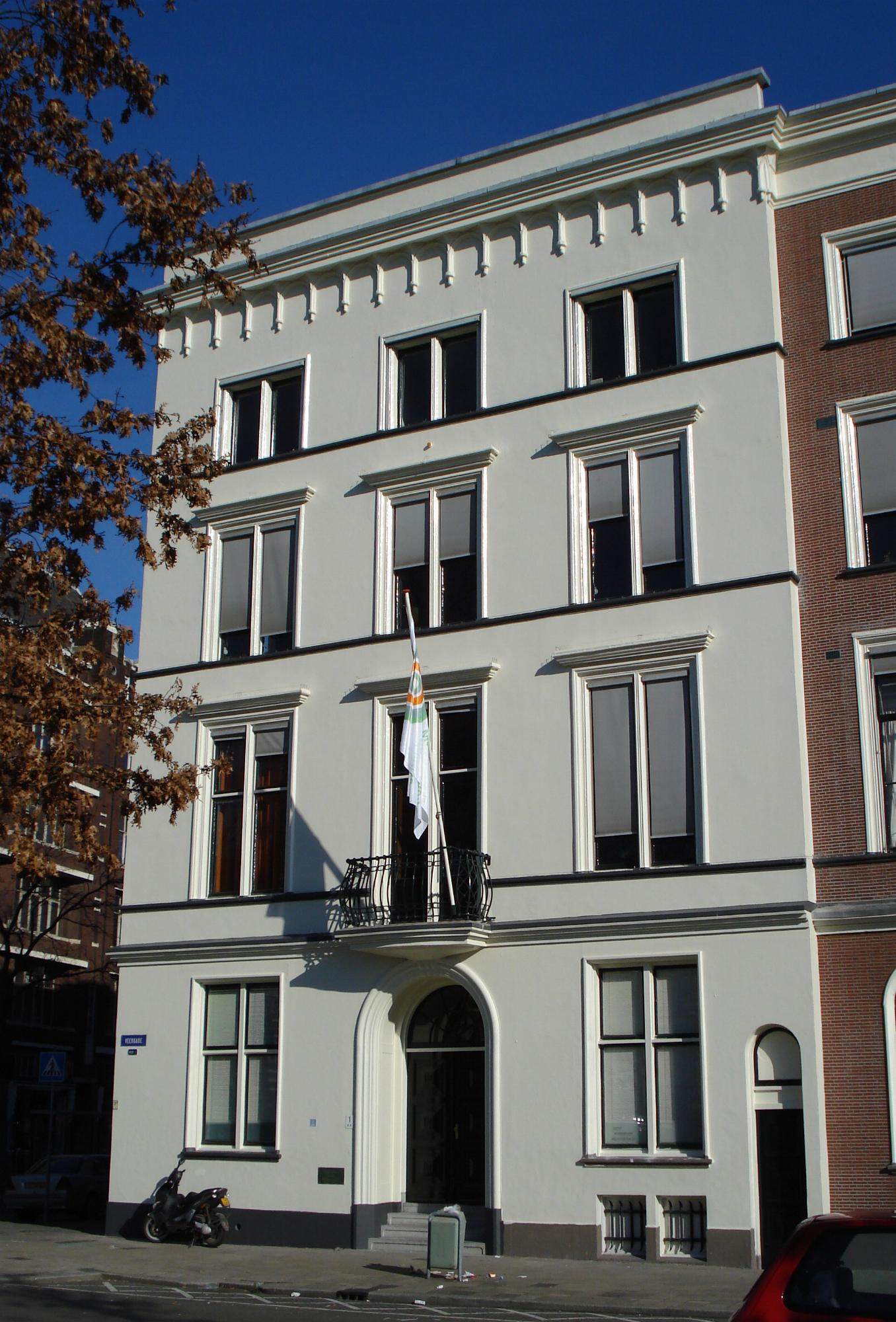
Veerkade 1
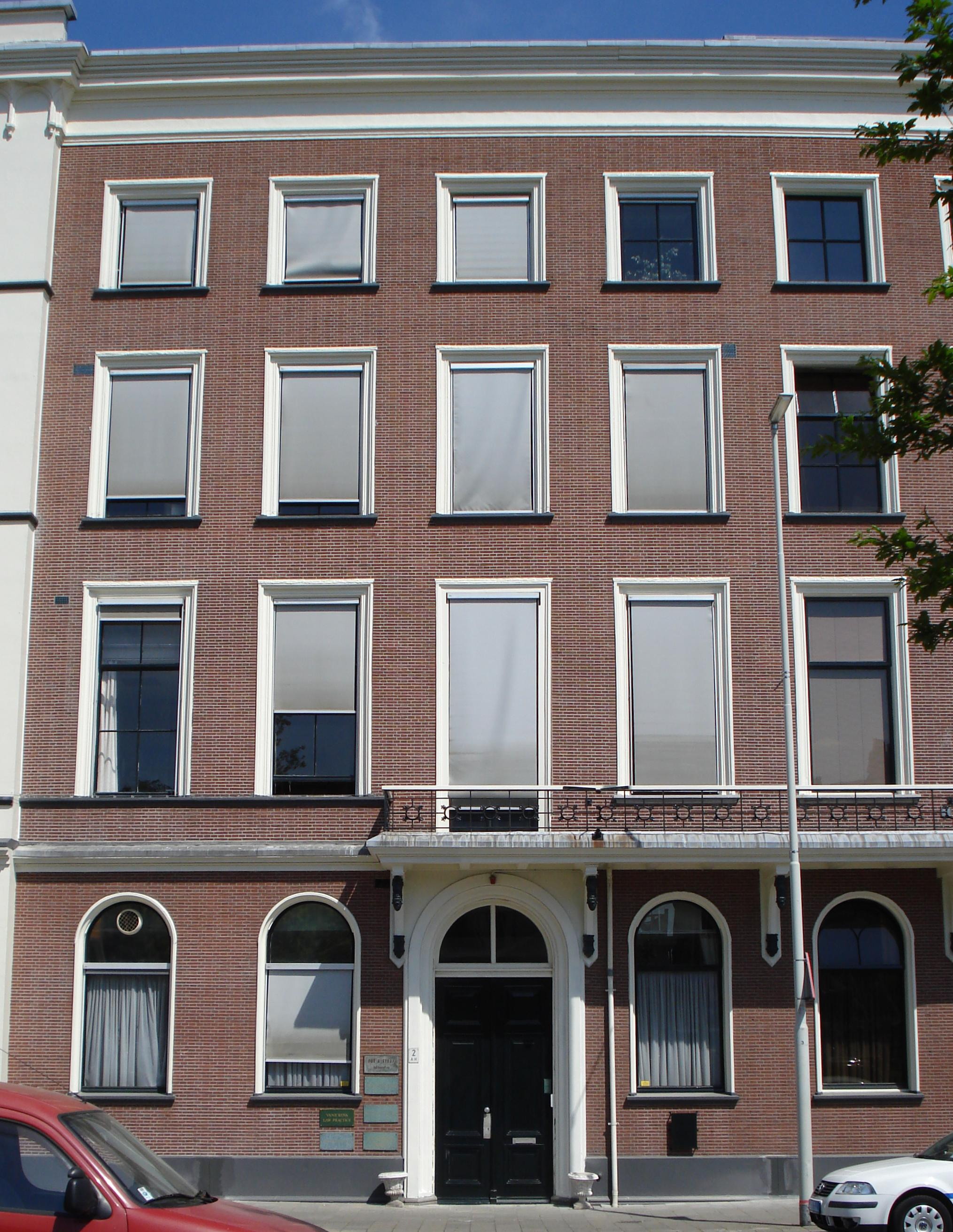
Veerkade 2
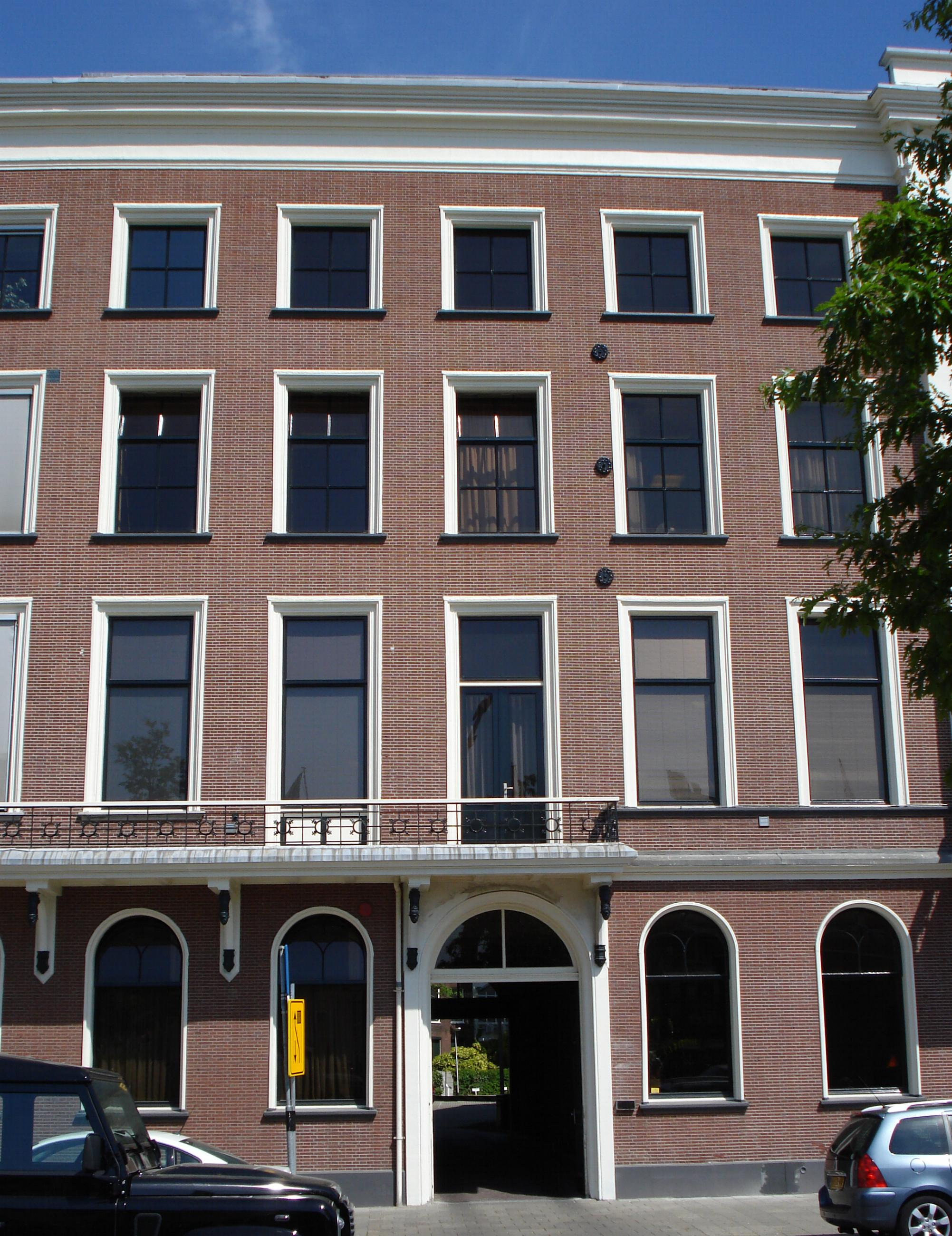
Veerkade 3
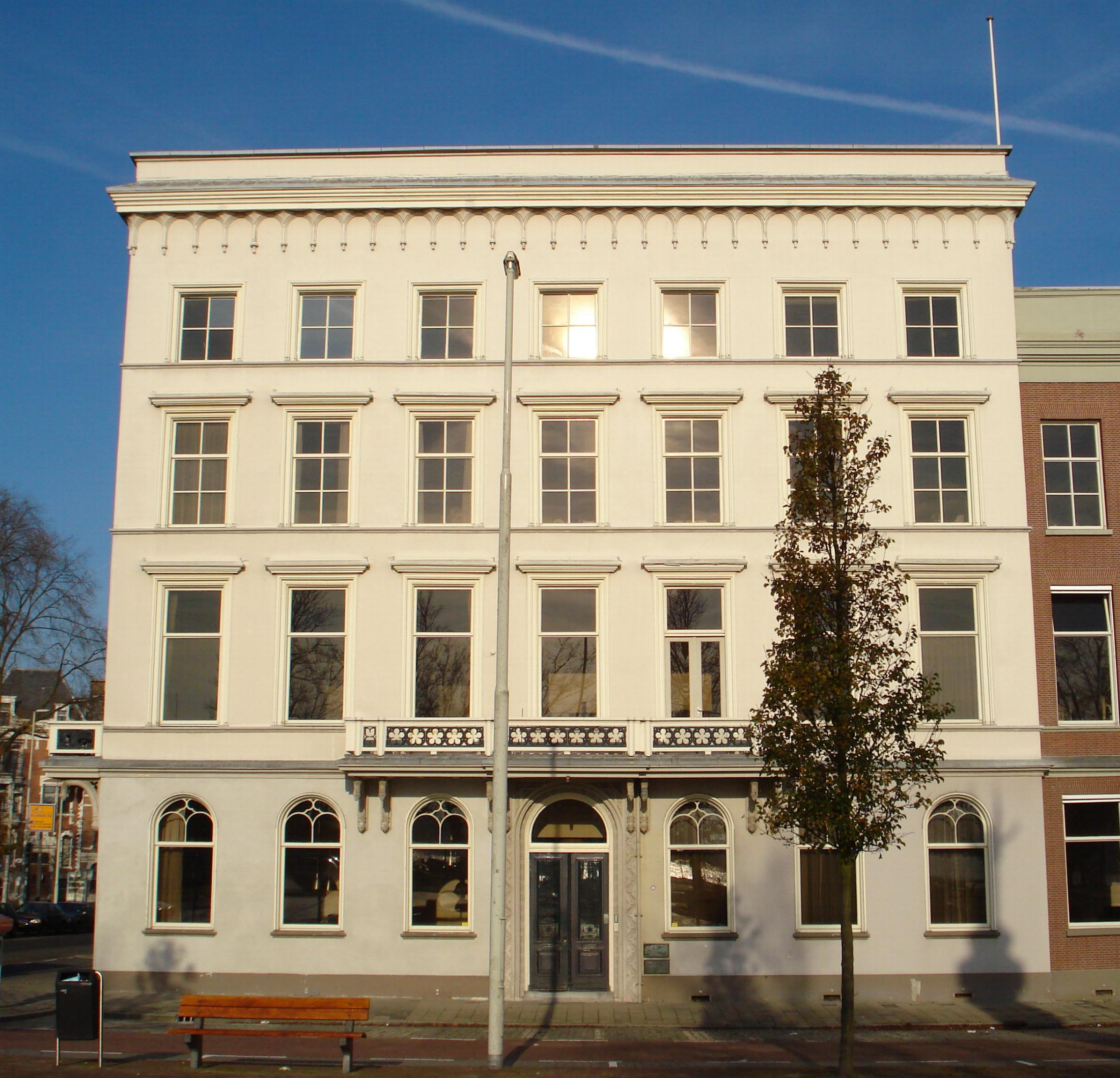
Veerkade 5
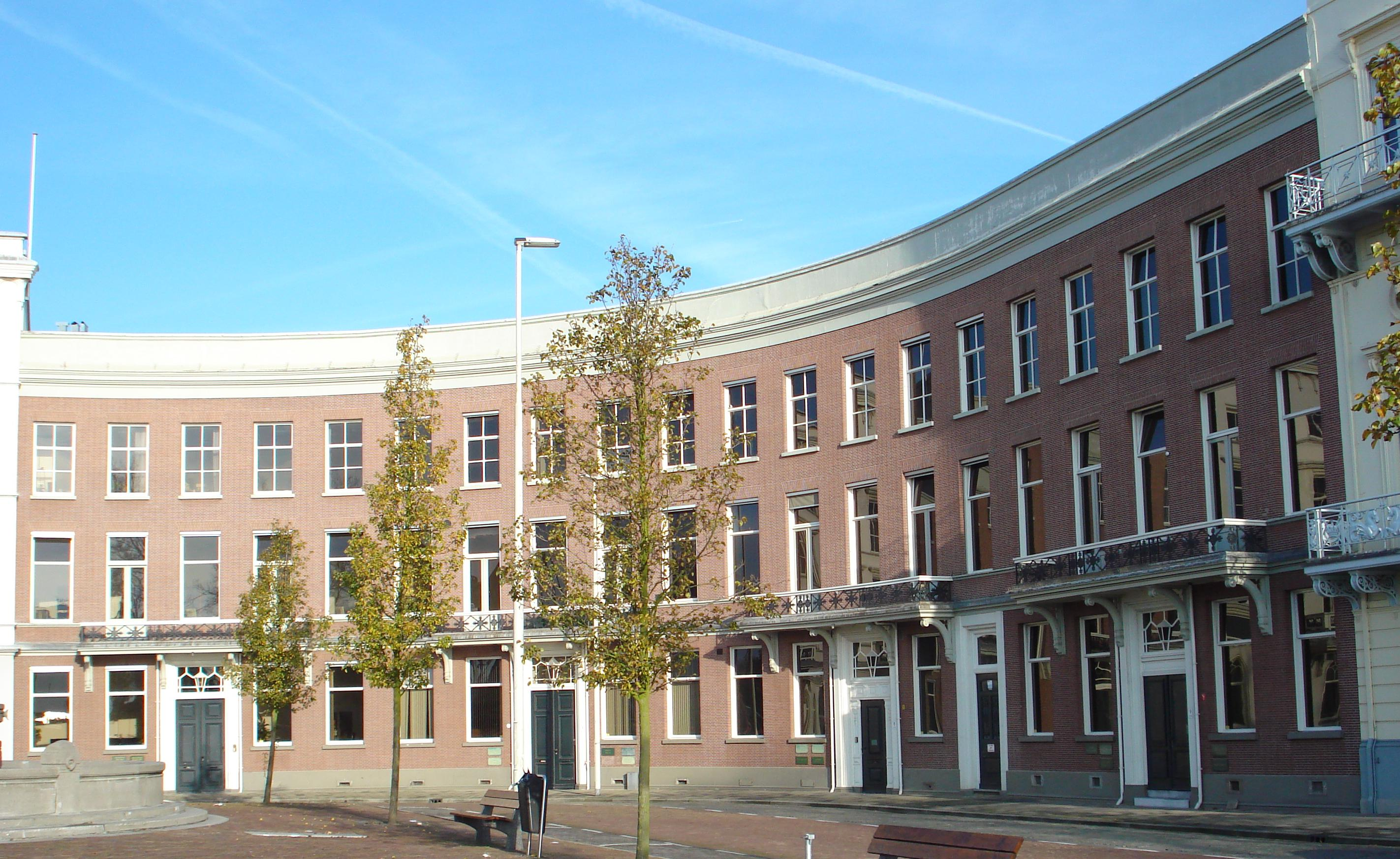
Veerkade 6-9
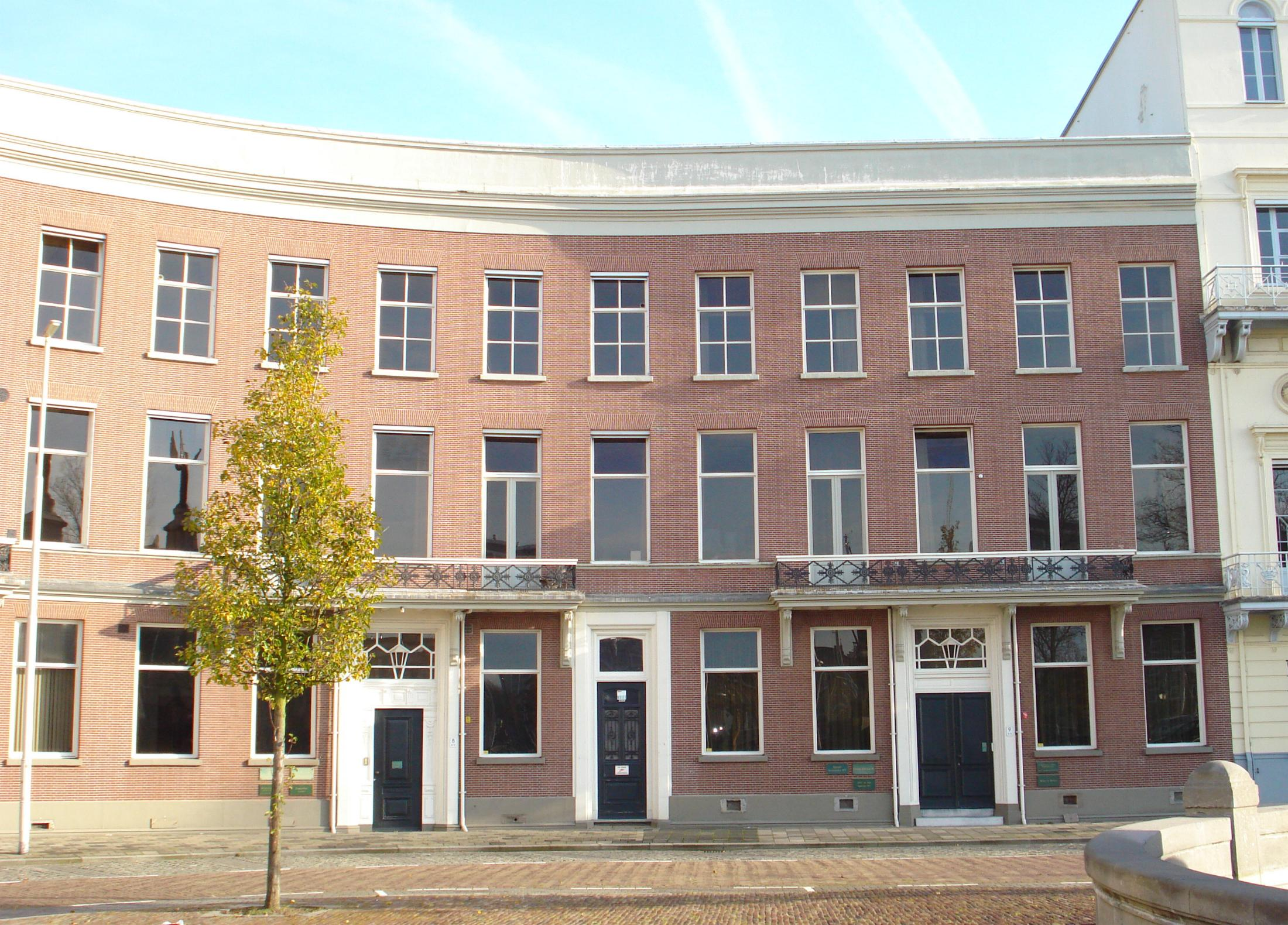
Veerkade 8-9

Admiraal de Ruyterweg ·
Admiraliteitskade ·
Aert van Nesstraat ·
Baan ·
Batavierenstraat ·
Beukelsdijk ·
Beursplein ·
Beurstraverse ·
Binnenweg ·
Binnenwegplein ·
Binnenrotte ·
Blaak ·
Boezemweg ·
Boompjes ·
Bosland ·
Botersloot ·
Burgemeester van Walsumweg ·
Churchillplein ·
Coolsingel ·
Coolvest ·
Eendrachtsplein ·
Eendrachtsweg ·
Geldersekade ·
Goudsesingel ·
's-Gravendijkwal ·
Haagseveer ·
Henegouwerlaan ·
Hofdijk ·
Hofplein ·
Hoogstraat ·
Jonker Fransstraat ·
Karel Doormanstraat ·
Kipstraat ·
Kolk ·
Koningin Emmaplein ·
Korte Hoogstraat ·
Kruiskade ·
Kruisplein ·
Leuvehoofd ·
Lijnbaan ·
Lombardkade ·
Maasboulevard ·
Mariniersweg ·
Mathenesserlaan ·
Mauritsweg ·
Meent ·
Museumpark ·
Oostmolenwerf ·
Oostplein ·
Oude Binnenweg ·
Parkkade ·
Parklaan ·
Pim Fortuynplaats ·
Plein 1940 ·
Pompenburg ·
Rochussenstraat ·
Saftlevenstraat ·
Schiedamsedijk ·
Schiedamse Vest ·
Schouwburgplein ·
Spaansekade ·
Stadhuisplein ·
Stationsplein ·
Stroveer ·
Van Oldenbarneveltstraat ·
Vasteland ·
Veerkade ·
Weena ·
Westblaak ·
Westerkade ·
West-Kruiskade ·
Westersingel ·
Westplein ·
Willemskade ·
Willemsplein ·
Witte de Withstraat